# Zlatonosovići
Zlatonosovići su srednjovjekovna bosanska plemićka obitelj s područja Usore (sa Solima). Pripadaju Tihoradićima, poznatom usorskom vlastelinskom rodu, od kojih je najistaknutiji član Divoš Tihoradić, usorski plemić iz 14. stoljeća.
U drugoj polovici 14. i prvoj polovici 15. stoljeća držali su velike posjede u istočnom dijelu Usore, između donjih tokova rijeka Bosne i Drine, sa središtem u utvrdi Srebrenik, te se spominju i kao gospodari tog područja, kao usorski knezovi i kasnije vojvode Smatra se da potječu od usorske velikaške obitelji Tihoradića, odnosno njezina ogranka Tihčinovića, a sam naziv Zlatonosovići možda je nastao od nadimka jednog od članova obitelji. 
Poznato je da je u drugoj polovici 14. stoljeća jedna od kćeri Vukca Hrvatinića, oca vojvode Hrvoja Vukčića Hrvatinića, bila udana za poimence nepoznatoga člana roda Zlatonosovića.
Najpoznatiji predstavnici su braća vojvoda Vlađ i Stjepan (Stipan) koji su sudjelovali s odredima u bitki na Kosovu 1389., ali su ih Osmanlije zarobili i odveli u Carigrad. Njihovi rođaci Vukmir i Vukašin uputili su potkraj 1402. dubrovačkoj vladi molbu da posreduje kod Visoke porte radi njihova oslobođenja, na što su dubrovačke vlasti odgovorile u veljači 1403. Vukmir se u izvorima prvi put spominje 1400. s naslovom vojvode, a Vukašin godinu dana prije kao knez, po čem bi se dalo zaključiti da je Vukmir bio stariji brat. Budući da se on 1404. navodi i pod drugim imenom Jurjević, pretpostavka je da im se otac zvao Juraj (prema nekima još i Tihčinović Tihoradić).
Oba brata bila su u bliskim vezama s banom i kraljem Stjepanom Ostojom i vojvodom Sandaljem Hranićem te su se zajedno s njima urotili 1415. i ubili kneza Pavla Radinovića na Parenoj poljani kod Sutjeske, koji je podupirao vrtka II. Kotromanića. Prema planu zavjerenika Zlatonosovići su trebali dobiti Olovo, međutim do raspodjele posjeda ubijenog kneza Pavla Radinovića nije došlo.
Poslije su se pomirili s Tvrtkom II. i omogućili mu da se 1420. vrati na vlast u Bosni. Uz Sandalja Hranića, imali su najveće zasluge u tome što je kralj 18. kolovoza 1421. izdao Dubrovačkoj Republici povelju kojom joj je potvrdio sve ranije povlastice. Dubrovčani su se često obraćali Zlatonosovićima za potporu jer su oni uživali velik utjecaj na Tvrtkovu dvoru, a u njihovim gradovima Zvorniku na Drini i Kušlatu imali su i svoje trgovačke kolonije. 
Vukmir Zlatonosović se spominje kao svjedok i vojvoda od Usore 1400. godine, te kao vojvoda 1404., 1420. i 1421. U povelji iz 1404. se zna da mu je otac Juraj, a Vukmir je naveden kao Jurjević. Zlatonosović se spominje kao nadimak njegova oca (Vukmirova djeda). U tom rodoslovlju, jedini usorski plemić imena Juraj, koji bi mogao biti Vukmirov i Vukašinov otac je Juraj Tihčinović. Iz toga se zaključuje pripadnost Zlatonosovića-Tihoradićima. 
Nakon što je u listopadu 1424. Vukmir umro od bolesti, naslov vojvode i obiteljske posjede naslijedio je Vukašin. U povelji iz 1399. nosio je titulu kneza. Spominje se u sačuvanoj povelji iz 1426. godine. Posjed Zlatonosovića je graničio sa srpskom despotovinom, a njegovo sve izrazitije oslanjanje na srpske despote, Stefana Lazarevića i Đurđa Brankovića, izazvalo je konačan raskid s Tvrtkom II., koji je u studenome 1430. pokrenuo vojnu u kojoj je Vukašin poginuo. Njegovom se smrću rod Zlatonosovića ugasio.